# Nagrajomyces dictyosporus
Nagrajomyces dictyosporus är en svampart som beskrevs av Melnik 1984. Nagrajomyces dictyosporus ingår i släktet Nagrajomyces, divisionen sporsäcksvampar och riket svampar.   Inga underarter finns listade i Catalogue of Life.